# Fuyuan (Großgemeinde)
Die Großgemeinde Fuyuan (chinesisch 抚远镇, Pinyin Fǔyuǎn Zhèn) liegt in der kreisfreien Stadt Fuyuan im Gebiet der bezirksfreien Stadt Jiamusi in der chinesischen Provinz Heilongjiang.
Fuyuan hat eine Fläche von 141,2 km² und 40.552 Einwohner (Stand: Zensus 2010; Bevölkerungsdichte 287 Einw./km²). Das zu Fuyuan gehörende Dorf Hongguang ist eines der Hauptsiedlungsgebiete der Hezhen-Nationalität Chinas.

## Administrative Gliederung
Auf Dorfebene setzt sich Fuyuan aus sechs Einwohnergemeinschaften, zwei Dörfern und zwei Produktionsgruppen zusammen. Diese sind:
- Einwohnergemeinschaft Xishan (西山社区);
- Einwohnergemeinschaft Linjiang (临江社区);
- Einwohnergemeinschaft Xinxing (新兴社区);
- Einwohnergemeinschaft Zhongxin (中心社区);
- Einwohnergemeinschaft Chengnan (城南社区);
- Einwohnergemeinschaft Xinjian (新建社区);
- Dorf Hongguang der Hezhen (红光赫哲族村);
- Dorf Hexi (河西村);
- Produktionsgruppe Shitou Wozi (石头卧子队);
- Produktionsgruppe Liangzi (亮子队).